# Badmotorfinger
Albums de Soundgarden
Louder Than Love
(1989) Superunknown
(1994)
Singles
1. Jesus Christ Pose
Sortie : Octobre 1991
2. Outshined
Sortie : décembre 1991
3. Rusty Cage
Sortie : 3 mars 1992

Badmotorfinger est le troisième album du groupe grunge américain Soundgarden. Il est sorti le 8 octobre 1991 sur le label A&M Records et a été produit par Terry Date et le groupe. 

## Historique
Cet album fut enregistré entre mars et avril 1991 en Californie, dans le Studio D de Sausalito et les studios A&M de Los Angeles, ainsi que dans les Bear Creek Studios d'une petite ville de l'état de Washington, Woodinville.
Le guitariste Kim Thayil suggèra le titre Badmotorfinger comme plaisanterie sur une chanson du groupe Montrose intitulée Badmotorscooter. Soundgarden commença les sessions d'enregistrements avec le nouveau bassiste Ben Shepherd, en maintenant le son heavy metal, souvent proche du doom metal, du groupe tout en développant et améliorant l'écriture.
Cet album fut le premier grand succès de Soundgarden, et devint deux fois disque de platine. Cependant, il fut relativement éclipsé par deux albums similaires qui sortirent à la même période : Nevermind de Nirvana et Ten de Pearl Jam. Ceci n'empêcha pas les singles Rusty Cage et Outshined de devenir des succès internationaux et de passer régulièrement sur MTV, contrairement à Jesus Christ Pose qui fut censuré à cause de ses paroles provocantes et son clip agressif. Badmotorfinger devint à l'époque l'album du groupe le mieux classé dans les charts du Billboard 200, et fut nommé pour le Grammy Award de la meilleure prestation metal. Il sera devancé pour le gain de la victoire par l'album Metallica.
Soundgarden fit la promotion de l'album avec une tournée en Amérique du Nord et en Europe, notamment en faisant la première partie des Guns N' Roses pour le Use Your Illusion Tour. Badmotorfinger augmenta la popularité du groupe et contribua à mettre la scène grunge au premier plan.
En juin 1992, l'album ressort dans une édition limitée accompagnée d'un second CD contenant l'EP Satanoscillatemymetallicsonatas. L'EP de 5 titres contient une chanson live (Slaves & Bulldozers), une chanson originale (She's a Politician) et trois reprises (Girl U Want de Devo, Stray Cat Blues des Rolling Stones et Into the Void de Black Sabbath). Dans ce dernier titre, les paroles originales sont remplacées par les mots de protestation du chef amérindien Seattle. Le titre est nommé pour le Grammy Award de la meilleure prestation metal mais n'emporta pas la statuette.
Cet album se classa à la 39e place du Billboard 200 américain et sera certifié double disque de platine aux États-Unis en 1996 pour plus de deux millions d'albums vendus.
En 2016, pour fêter les vingt cinq de sa sortie, l'album est édité dans une version Box Set Deluxe, comprenant quatre compact-discs, deux DVD et un disc Blue Ray 5.1 audio.
En avril 2019, l'album est classé à la 42e place des 50 meilleurs albums grunge par le magazine Rolling Stone.

## Liste des pistes
| No  | Titre                             | Auteur                                      | Durée |
| --- | --------------------------------- | ------------------------------------------- | ----- |
| 1.  | Rusty Cage                        | Chris Cornell                               | 4:26  |
| 2.  | Outshined                         | Cornell                                     | 5:11  |
| 3.  | Slaves & Bulldozers               | Cornell, Ben Shepherd                       | 6:56  |
| 4.  | Jesus Christ Pose                 | Matt Cameron, Cornell, Shepherd, Kim Thayil | 5:51  |
| 5.  | Face Pollution                    | Cornell, Thayil                             | 2:24  |
| 6.  | Somewhere                         | Shepherd                                    | 4:21  |
| 7.  | Searching With My Good Eye Closed | Cornell                                     | 6:31  |
| 8.  | Room a Thousand Years Wide        | Cameron, Thayil                             | 4:06  |
| 9.  | Mind Riot                         | Cornell                                     | 4:49  |
| 10. | Drawing Flies                     | Cameron, Cornell                            | 2:25  |
| 11. | Holy Water                        | Cornell                                     | 5:07  |
| 12. | New Damage                        | Cornell, Thayil                             | 5:40  |

## Musiciens
Soundgarden
- Chris Cornell - chant, guitare
- Kim Thayil - guitare
- Ben Shepherd - basse, chant
- Matt Cameron - batterie

Musiciens additionnels
- Scott Granlund: saxophone sur Room a Thousand Years Wide et Drawning Flies
- Ernst Long: trompette sur Room a Thousand Years Wide, Drawning Flies et Face Pollution
- Damon Stewart: narration sur Searching with My Good Eye Closed

## Charts et certifications

### Album
Charts
| Pays                                 | Durée du classement | Meilleur classement | Date             |
| ------------------------------------ | ------------------- | ------------------- | ---------------- |
| Australie (ARIA Charts)              | 1 semaine           | 27e                 | 4 juin 2017      |
| Canada (RPM)                         | 43 semaines         | 50e                 | 29 août 1992     |
| Écosse (Scottish Album Chart)        | 1 semaine           | 67e                 | 13 juillet 2018  |
| États-Unis (Billboard 200)           | 60 semaines         | 39e                 | 29 février 1992  |
| Nouvelle-Zélande (RMNZ Albums Top40) | 11 semaines         | 16e                 | 6 septembre 1992 |
| Portugal (AFP)                       | 1 semaine           | 50e                 | 22 mai 2017      |
| Royaume-Uni (UK Albums Chart)        | 2 semaines          | 39e                 | 25 avril 1992    |

Certifications
| Pays             | Certification | Ventes      | Date             |
| ---------------- | ------------- | ----------- | ---------------- |
| Australie        | Or            | 35 000 +    | 22 juin 2017     |
| Canada           | Platine       | 100 000 +   | 21 décembre 1992 |
| États-Unis       | 2 × Platine   | 2 000 000 + | 16 avril 1996    |
| Nouvelle-Zélande | Platine       | 15 000 +    | 29 mai 2017      |
| Royaume-Uni      | Or            | 100 000 +   | 30 décembre 2022 |

### Singles
| Single            | Chart                  | Durée du classement | Position | Date            |
| ----------------- | ---------------------- | ------------------- | -------- | --------------- |
| Jesus Christ Pose | UK Singles Chart       | 3 semaines          | 30e      | 5 avril 1992    |
| Outshined         | Mainstream Rock Tracks | 6 semaines          | 45e      | 8 février 1992  |
| Outshined         | UK Singles Chart       | 1 semaine           | 30e      | 21 octobre 1992 |
| Rusty Cage        | UK Singles Chart       | 1 semaine           | 41e      | 20 juin 1992    |

## Distinctions

### Nominations
- Grammy Awards 1992 : Meilleure performance metal  pour Badmotorfinger
- Grammy Awards 1993 : Meilleure performance metal pour Into the Void (Sealth)